# Aeropuerto de La Plata
El Aeropuerto de La Plata (FAA: LPG - IATA: LPG - OACI: SADL - ANAC: PTA), es un aeropuerto que se encuentra a 7 km al sureste del centro de la ciudad de La Plata, en la provincia de Buenos Aires. 
Su dirección es Avenida 13 (Fuerza Aérea Argentina) esquina calle 610, Barrio Aeropuerto. (B1900) y sus coordenadas son latitud 34° 58' 28" S y longitud 57° 53' 44" O.
Cuenta con una terminal de pasajeros de 60 m² y la actividad del aeropuerto se centra en la actividad de las distintas dependencias provinciales, escuelas de vuelo, chárter, particulares y turismo. Aunque posee dos pistas asfaltadas, una de 1.427 metros (02/20) y otra de 1.200 (14/32), solo la pista 02/20 se encuentra operativa actualmente.
Actualmente es base operativa de medios aéreos del Plan Nacional de Manejo del Fuego como también aloja varias escuelas de vuelo como hangares privados en el sector norte del aeropuerto.
Siempre que las obras funcionen de acuerdo al plan y tiempos predeterminados, luego ser reequipado con radares y equipamiento de control, y de la etapa de remodelación de instalaciones y construcción de una aeroestación, aduanas y edificios anexos podrá ser tanto un aeropuerto de apoyo para Ezeiza, el Aeroparque Metropolitano y el Aeropuerto El Palomar, como también una alternativa para brindar servicios de taxi aéreos que han dejado de prestarse recientemente desde el Aeropuerto Internacional de San Fernando.
En resumen, dada la situación actual expresada ut supra respecto del aeropuerto, La Plata constituye el único distrito con estatus de Capital de Provincia que se encuentra aislado de los restantes desde el punto de vista aerocomercial, situación sumamente particular, excepcional y paradójica, en razón de corresponderse con la capital de la Provincia más importante del país. 

## Posible Relocalización
En el año 2022 se anunció una posible relocalización del aeropuerto, aunque aun no hay plazos de construcción. Los ministros de Transporte de Nación, Alexis Guerrera, y de la provincia de Buenos Aires, Jorge D'Onofrio, prometieron avanzar en un ambicioso plan para mudar la terminal de ómnibus de La Plata y combinarla con el postergado aeropuerto en la zona sur de la ciudad.